# Hukam (Népal)
Hukam (en népalais : हुकाम) est un comité de développement villageois du Népal situé dans le district de Rukum. Au recensement de 2011, il comptait 2 148 habitants.